# تشينو دارين
ريكاردو ماريو دارين وهو من مواليد 14 يناير 1989 المعروف باسم تشينو دارين وهو ممثل ومنتج أفلام أرجنتيني.

## وقت مبكر من الحياة
ولد ريكاردو ماريو دارين في 14 يناير 1989 في سان نيكولاس دي لوس أرويوس، مقاطعة بوينس آيرس، وهو ابن الممثل ريكاردو دارين وفلورنسيا باس.